# معركة الخرطوم (2023 – 2025)
معركة الخرطوم هي معركة مستمرة للسيطرة على ولاية الخرطوم بين قوات الدعم السريع والقوات المسلحة السودانية. بدأت المعركة في 15 أبريل 2023، بعد أن تمردت قوات الدعم السريع وحاصرت قاعدة مروى العسكرية في يوم 13ابريل 2023 وهاجمت مساء يوم 14ابريل 2023 مطار الخرطوم الدولي والعديد من القواعد العسكرية والقصر الرئاسيوحي المطار الذي تقطنه أسر القادة والضباط ، لتبدأ سلسلة متصاعدة من الاشتباكات.
أفيد في البداية أن التوترات تصاعدت في الخرطوم ومروي في 13 أبريل 2023، عندما احتشدت قوات الدعم السريع. وردا على ذلك، أصدرت القوات المسلحة السودانية بيانا جاء فيه أن "هناك احتمال حدوث مواجهة بين القوات المسلحة السودانية وقوات الدعم السريع" مما أثار مخاوف من نشوب صراع أوسع نطاقا. في مساء يوم 14 أبريل 2023، هاجمت قوات الدعم السريع مطار الخرطوم الدولي وقاعدة عسكرية والقصر الرئاسي. وامتد القتال من الخرطوم إلى ضواحيها، وخاصة أم درمان ، حيث سيطرت قوات الدعم السريع على جسرها على النيل الأبيض إلى حد كبير.
بحلول 28 أبريل، كان هناك أكثر من 500 قتيل مدني في الخرطوم، بما في ذلك مواطن هندي، ومواطن عراقي، ومدني مصري، ورجل سوداني أمريكي مسافر مع عائلته. وكانت المعركة تدور عل شكل حرب عصابات.